# درینجه (خیزان)
درینجه (به ترکی استانبولی: Derince) یک منطقهٔ مسکونی در ترکیه است که در خیزان واقع شده‌است. درینجه ۱۷۰ نفر جمعیت دارد.